# Kiyoshi Saito
Kiyoshi Saito (斉藤 紀由 Saito Kiyoshi?, nacido el 11 de octubre de 1982 en Miyagi) es un exfutbolista japonés. Jugaba de centrocampista y su último club fue el Roasso Kumamoto de Japón.

## Trayectoria

### Clubes
| Club            | País  | Año         |
| --------------- | ----- | ----------- |
| Arte Takasaki   | Japón | 2005 - 2006 |
| Roasso Kumamoto | Japón | 2006 - 2008 |